# Авраменко Андрій Миколайович
Андрі́й Микола́йович Авра́менко (нар. 1 грудня 1981, Тетіїв, Київська обл. — пом. 29 жовтня 2014, Давидовське, Донецька область) — український військовик, солдат Збройних сил України. Водій-радіотелефоніст, 72-га окрема механізована бригада, учасник російсько-української війни.

## Життєпис
У 1999 році закінчив школу та пішов навчатися до Білоцерківського СПТУ № 15. У 2000 році вступив до Білоцерківського державного аграрного університету, який успішно закінчив.
Загинув 29 жовтня 2014 року в бою з диверсійною групою противника під час виставлення спостережного поста в районі села Петрівське Волноваського району.
Вдома залишились дружина та двоє однорічних синів-близнюків.

## Нагороди
За особисту мужність і героїзм, виявлені у захисті державного суверенітету та територіальної цілісності України, вірність військовій присязі під час російсько-української війни
- нагороджений орденом «За мужність» III ступеня (26.2.2015, посмертно).